# 吉住又新神明社
吉住又新神明社（よしずみまたしんしんめいしゃ）は、富山県高岡市戸出吉住にある神社である。

## 祭神
- 天照皇大神

## 由緒
不詳とされているが、字吉住又新はかつて吉住又新村といい、元禄元年（1688年）に吉住村（現字吉住）より別れて立村されたというので、当神社もその頃に創建されたと考えられる。ちなみに、鎮座地の旧字名は宮北島739番地である。